# Chaetopteryx villosa
Chaetopteryx villosa (Fabricius, 1798) ist eine Art der Familie Limnephilidae, die zur Ordnung der Köcherfliegen (Trichoptera) zählt. Die Art ist in Europa weit verbreitet und häufig, ihr Verbreitungsschwerpunkt liegt in Bächen (Rhithral).

## Merkmale

### Imagines
Chaetopteryx villosa erreicht eine Körperlänge von 5 bis 10 Millimetern, die Flügelspannweite liegt zwischen 15 und 27 Millimeter (Weibchen) bzw. 13 bis 25 Millimeter (Männchen). Der Körper, einschließlich der Flügel, ist überwiegend gelbbraun gefärbt, Kopfoberseite, Antennen und Palpen rötlich. Die Vorderschienen besitzen beim Männchen keinen, beim Weibchen einen Sporn, die Mittel- und Hinterschienen je drei Sporne (lange, dornartige Fortsätze), der Kopf neben den großen Komplexaugen drei Ocellen und die Maxillarpalpen bestehen aus drei Gliedern. Typisch für die Gattung ist, dass die Adern und die Membran der Vorderflügel bedeckt sind mit steif abstehenden, dunklen Borstenhaaren, die jeweils aus einem warzenartigen Hof entspringen. Die Art ist von verwandten Arten ausschließlich anhand der Genitalmorphologie unterscheidbar, Weibchen sind im Zweifelsfall gar nicht bis zur Art bestimmbar.

### Larven
Die Larven gehören zu den Köcherfliegen mit sog. „eruciformen“ Larventyp, d. h., sie ähneln in der Körpergestalt Schmetterlingsraupen, der Kopf steht senkrecht. Im Leben sind sie in einen zylindrischen, geraden bis schwach gebogenen Köcher eingeschlossen. Der Köcher besteht aus pflanzlichem Detritus wie Holz und Blattstücken, kleinen Steinen oder grobem Sand in wechselnden Anteilen, wobei jüngere Larven tendenziell eher Pflanzenköcher, ältere vermehrt Steinköcher bauen. Die Köchergestalt ist aber je nach Lebensraum und Materialangebot hoch variabel, sie kann nicht zur Gattungs- oder Artbestimmung verwendet werden. Am Rumpfabschnitt sind, wie bei vielen verwandten Arten, die Oberseite des ersten Segments (Pronotum) und des zweiten Segments (Mesonotum) mit Skleriten bedeckt, das dritte Segment (Metanotum) ist überwiegend weichhäutig und trägt eine für die Familie charakteristische Gruppe aus sechs kleinen Skleriten. Außerdem trägt es drei nicht sklerotisierte Höcker, die im Leben den Köcher festhalten. Der Hinterleib ist nicht sklerotisiert und trägt an allen Segmenten schlauchförmige Kiemen, die aus Einzelfilamenten bestehen. Das Pronotum trägt im vorderen Drittel eine markante Querfurche. Die Bestimmung bis zur Art ist nur im letzten Larvenstadium nach bestimmten Merkmalen der Beborstung (Chaetotaxie) und dem Vorhandensein und der Form einiger kleiner Sklerite möglich. Sie ist nur unter dem Mikroskop möglich, immer unsicher und selbst für Experten schwierig.

## Verbreitung
Chaetopteryx villosa ist eine Art Nord- und Mitteleuropas sowie von Teilen der nördlichen Mittelmeerregion. Sie kommt in Großbritannien und Irland vor. Im kontinentalen Europa reicht ihr Vorkommen von der Atlantikküste im Westen bis in den zentralen und nördlichen Teil des europäischen Russland im Osten. Die Nordgrenze der Verbreitung liegt im Norden Skandinaviens. Die Südgrenze ist teilweise wegen des Vorkommens sehr ähnlicher, nahe verwandter Arten schwer anzugeben. In den Kontaktzonen dieser vikariierenden Arten kommt es zudem zur Bildung von intermediären Formen, möglicherweise Hybriden. Solche sind schon aus Österreich mit Chaetopteryx fusca bekannt. Die Art lebt im Norden der Iberischen Halbinsel ohne den äußersten Nordwesten (mit der Unterart gonzalesi), in Südfrankreich, den Alpenländern und dem Norden der Balkanhalbinsel. In Italien ist sie nicht nachgewiesen.
In Deutschland ist sie in der Mittelgebirgsregion verbreitet und häufig. Im Tiefland ist sie flächendeckend verbreitet, aber insgesamt seltener. Sie ist nicht gefährdet.

## Lebenszyklus
Imagines der Art fliegen spät im Jahr, im Spätherbst und Winter. Flugzeiten werden zum Beispiel angegeben: für Norwegen Mitte September bis Mitte Oktober, für England Oktober bis Januar, für Mecklenburg-Vorpommern ab Oktober, für Polen Ende September bis Mitte Dezember. Die Art besitzt normalerweise eine Generation im Jahr (univoltin), in Nordnorwegen benötigt eine Generation aber teilweise zwei Jahre zur Entwicklung (semivoltin). Die Tiere schlüpfen mit reifen Gonaden, es kommt sehr bald nach dem Schlupf zur Paarung. Diese ist ungewöhnlich lange und kann bis zu zwölf Tage andauern. Unmittelbar darauf kommt es zur Eiablage. Die Eier werden außerhalb des Wassers, nahe der Wasserlinie, abgelegt, bevorzugt auf der Unterseite von moosbedecktem, ins Gewässer gefallenem Totholz. Sie bilden flache Eigelege, die von einer kittartigen Schutzschicht bedeckt werden. Larven schlüpfen bald nach der Eiablage, teilweise schon im Herbst, und den ganzen Winter über, einige auch erst später im Frühjahr. Die geschlüpften Junglarven lassen sich ins Wasser fallen und leben am Gewässergrund. Die Art besitzt fünf Larvenstadien. Die fertigen Larven verpuppen innerhalb ihres Larvenköchers am Gewässergrund, dazu wird der Köcher mit Seidenfäden an der Unterlage festgesponnen. Die Entwicklung ist je nach Temperatur und Schlüpfzeitpunkt variabel. Schnell entwickelnde Larven verpuppen schon im April und liegen den ganzen Sommer über in Puppenruhe, langsamer entwickelnde wachsen bis zum Spätsommer weiter.

## Ökologische Ansprüche
Chaetopteryx villosa ist rheophil bis limnophil; das bedeutet, die Larven leben in fließenden, bevorzugt langsamer fließenden, aber bis hin zu stehenden Gewässern. Sie lebt bevorzugt in Bächen (limnologische Zone des Rhithral), wo sie zu den häufigsten Köcherfliegenarten gehören kann, kommt aber in geeigneten Lebensräumen von der Quelle (Krenal) bis in die Oberläufe der großen Flüsse (Epipotamal) vor. Auch in der Höhenverbreitung ist sie nicht wählerisch, Vorkommen von der planaren Höhenstufe (der Ebene) bis zur subnivalen Höhenstufe (Gebirge oberhalb der Waldgrenze) sind bekannt. Sie bevorzugt klar Hartsubstrate und kommt bevorzugt in Gewässern mit Kies- oder Steingrund vor, auf Weichsubstrat nur dort, wo durch Falllaub und Totholz Hartstrukturen zur Verfügung stehen; auf reinem Sand- oder Schlammgrund fehlt sie. Sie ist in sauren Gewässern häufiger als in basischen. Zur Ernährung besitzt sie verschiedene Strategien. Entweder frisst sie das teilweise zersetzte, ins Wasser gefallene Falllaub, oder sie schabt den Biofilm aus Algen und Bakterien von der Oberfläche von Steinen und anderem Hartsubstrat ab, zusätzlich kann sie feinen Pflanzendetritus, der in ruhigen Buchten zusammengespült wird, ausnutzen.
Die Art vermag gering bis mäßig verschmutzte Gewässer zu ertragen. Sie kommt in unverschmutzten bis hin zum mäßig belasteten bis kritisch belasteten Gewässern (Gewässergüteklasse II bis zu II–III) vor. Aufgrund ihrer euryöken Ansprüche ist sie im deutschen Saprobiensystem nicht als Indikatorart berücksichtigt.

## Taxonomie und Systematik
Die Art wurde von Johann Christian Fabricius 1798 als Phryganea villosa erstbeschrieben. Es werden zwei Unterarten unterschieden: Die Nominatform Chaetopteryx villosa villosa lebt im größten Teil des Verbreitungsgebiets, Chaetopteryx villosa gonzalesi Botosaneanu, 1980 ersetzt sie auf der iberischen Halbinsel, südlich der Pyrenäen. Die Art bildet mit den sieben Arten Chaetopteryx fusca Brauer 1857, Chaetopteryx sahlbergi McLachlan 1876, Chaetopteryx bosniaca Marinkovic 1955, Chaetopteryx atlantica Malicky 1975, Chaetopteryx gessneri McLachlan 1876, Chaetopteryx vulture Malicky 1971, Chaetopteryx trinacriae Botosaneanu, Cianficconi & Moretti 1986 die Chaetopteryx villosa-Artengruppe. Alle diese Arten sind allopatrisch mit vikariierender Verbreitung. Da sie in den Kontaktzonen zueinander Übergangsformen ausbilden, wird auch vorgeschlagen, sie möglicherweise als Unterarten einer weiter gefassten Art zu betrachten; dies ist aber bisher nicht formal taxonomisch vorgeschlagen worden. Die Kontaktzone von Chaetopteryx villosa und Chaetopteryx fusca verläuft durch Österreich (östlich der Stadt Linz), die Slowakei (auch hier beide Arten sicher nachgewiesen) und den Süden Polens (Beskiden). Da die Larven bisher nicht bis zur Art bestimmbar sind, ist die Artangabe in der Kontaktzone oft unsicher.